# Giacomo Losi
Giacomo Losi, né le 10 septembre 1935 à Soncino (Lombardie) et mort le 4 février 2024 à Rome, est un joueur de football international italien, assigné au poste de défenseur, avant de devenir ensuite entraîneur.

## Biographie

### Carrière de joueur

#### Carrière en club
Avec le club de l'AS Roma, il remporte deux Coupes d'Italie, une Coupe des villes de foires et une Coupe des Alpes.
Il dispute un total de 454 matchs dans les championnats professionnels italiens, pour 4 buts inscrits.

#### Carrière en sélection
Avec l'équipe d'Italie, il joue 11 matchs (pour aucun but inscrit) entre 1960 et 1962. 
Il joue son premier match en équipe nationale le 13 mars 1960 contre l'Espagne. Le 13 mai 1962, il porte le brassard de capitaine lors d'un match amical face à la Belgique.
Il figure dans le groupe des sélectionnés lors de la Coupe du monde de 1962. Lors du mondial organisé au Chili, il joue deux matchs : contre la RFA et la Suisse.

## Palmarès
AS Roma
| - Coupe d'Italie (2) : - Vainqueur : 1963-64 et 1968-69. - Coupe des villes de foires (1) : - Vainqueur : 1960-61. |  | - Coupe des Alpes (1) : - Vainqueur : 1960. |